# Estação Múzquiz
A Estação Múzquiz é uma das estações do Metrô da Cidade do México, situada em Ecatepec de Morelos, entre a Estação Ecatepec e a Estação Río de los Remedios. Administrada pelo Sistema de Transporte Colectivo, faz parte da Linha B.
Foi inaugurada em 30 de novembro de 2000. Localiza-se na Avenida Carlos Hank González. Atende o bairro Valle de Aragón 3ª Sección. A estação registrou um movimento de 11.979.577 passageiros em 2016.